# Hilda Paz
Hilda Paz  (Quilmes, Buenos Aires, 9 de marzo de 1950-10 de julio de 2025) fue una artista plástica y docente argentina. Es considerada una de las pioneras en la gráfica experimental. Conformó el Grupo Gráfica Experimental junto a Rodolfo Agüero, Susana Rodríguez, Juan Carlos Romero y Mabel Rubli. Desde 1968 se dedica a exponer y participar en salones.

## Biografía
Hilda Paz nace el 9 de marzo de 1950 en Quilmes, Buenos Aires, Argentina. Realizó sus primeros estudios en la Escuela de Bellas Artes “Carlos Morel” de Quilmes.
Su participación como artista en muestras y salones comienza en 1968. Pero se destaca en la escena artística de los 80. Algunos de los salones que ha formado parte son de grabado, gráfica experimental, arte correo, libros de artista y poesía visual. También ha obtenido premios y reconocimientos como el Premio Nacional de las Artes en Buenos Aires.
Hilda formó parte del Grupo de Gráfica Experimental, un colectivo artístico en el que también participaban Rodolfo Agüero, Susana Rodríguez, Juan Carlos Romero y Mabel Rubli.

## Obras
- “BIOPSIA 5”, (1997), medidas: 20 x 20 x 4,5 cm.[3]
- “Homenaje Tuñon”, (2006), medidas: 150 x 100 cm.[4]
- “Homenaje en caja”, (2007), medidas. 75 x 75 cm.[4]
- “Los regresos de la patria”, (2007), medidas: 200 x 100 cm.[4]
- “Ella se escribe”, (2007),collage gráfico, medidas: 25 x 25 cm.[4]
- “Autorretrato con pintura”,(2008), collage gráfico pictórico, medidas: 25 x 25 cm.[4]
- “Cartas desde el Exilio”, (2008), collage gráfico, medidas: 35 x 45 cm.[4]
- “La idea en los ojos”, (2008), collage gráfico, medidas: 50 x 70 cm.[4]
- “El espacio infinito”, (2008), collage pictórico gráfico, medidas: 50 x 70 cm.[4]
- “Fuego”,(2008), impresión digital, medidas: 50 x 70 cm.[4]
- “Infancia a la sombra del hambre”, impresión digital, medidas: 15 x 15 cm.[4]
- “Autorretrato”, (2008), medidas: 70 x 40 cm.[4]
- “Retrato de Ossip”, (2008), medidas 60 x 60 cm.[4]
- “La luz estalla”, (2008), medidas 50 x 50 cm.[4]

## Premios
- Premio Fondo Nacional de las Artes Grabado Museo Rosa Galisteo de Rodríguez. Santa Fe, Argentina.[5]
- Premio Mariano Guibourg Salón Nacional.[5]
- Primer premio Grabado Salón Municipal Manuel Belgrano, Museo Sivori, Capital Federal, Buenos Aires, Argentina.[5]
- Premio de Pintura Piazza Cuapuanno, Milán, Italia.[5]
- Premio Fondo Nacional de las Artes, Buenos Aires, Argentina.[5]
- Medalla y diploma al envío gráfico en Kazajistán.[5]
- Premio Grabado, en la Bienal de Tuzla, Yugoslavia.[5]
- Premio a la Estampa Contemporánea en el 1° Encuentro Gráfico Internacional de Santa Rosa, La Pampa, Argentina.[5]
- Mención, Grabado, en el Salón Nacional de Salta, Argentina.[5]
- Finalista en los exlibris internacionales, Feria del Libro Buenos Aires, Argentina.[5]
- Tercer premio Salón Nacional de Artes Plásticas, Grabado.[5]
- Gran Premio IV Bienal de Grabado en relieve Xilan, Buenos Aires, Argentina.[5]
- Segundo Premio 80 Bienal de Grabado del Mercosur, Chavannes, Brasil.[5]
- Premio Internacional de Grabado de la Fundación Volpe Stassen.[5]
- Premio Murales “Por la verdad y por la memoria” Buenos Aires, Argentina.[5]
- Mención de Honor Salón de la Mujer, Museo Provincial de La Plata, Argentina.[5]
- Premio ex acquo- Mini print. Biennañ Cluj Napoca, Rumania, 2003.[5]
- Tercer Premio 111 Bienal Latinoamericana de Grabado, Buenos Aires, Argentina. 2004.[5]
- Mención XI Bienal Minitauras Gráficas, Luisa Palacios, Venezuela. 2004.[5]
- Premio a la trayectoria Museo de Arte Nuevo de Canadá. 2005.[5]
- Premio Xilon a la trayectoria en el grabado, Buenos Aires, Argentina. 2005.[5]
- Mención de honor, Ex libros El Quijote, Bienal de Contratalla, España. 2006.[5]

## Exposiciones

### Individuales
- También sueños”, 10 de mayo – 10 de junio de 2012, CC de la Cooperación Floreal Gorini. Buenos Aires, Argentina.[6]
- “Misterios de la obra”, 17 de septiembre -16 de octubre de 2016, Museo de Artes Plásticas Eduardo Sívori. Buenos Aires, Argentina.[6]

### Colectivas
- “Muestra Federal “Combinaciones infinitas”, 13 de agosto de 2015- 23 de agosto de 2015, Teatro Auditorium. Centro Provincial de las Artes. Mar del Plata, Buenos Aires, Argentina.[6]
- “SUR ES/ideas que multiplican”,15 de noviembre de 2017 – 1 de enero de 2018, CC de la Cooperación Floreal Gorini. Buenos Aires, Argentina.[6]

## Publicaciones
- Nuestro Libro Internacional De Estampillas Y Matasellos: (Para) Hacia Una Filatelia Marginal Creativa Y Paralela” ,(1985), Hilda Paz, Mauricio Guerrero, y otros. Monografía. Fondo del Archivo del Centro de Estudios y Documentación MACBA.[3]
- “2 de oro: revista de poesía visual experimental”, (1997-2001) Hilda Paz, Juan Carlos Romero. Publicación en serie. Fondo del Archivo del Centro de Estudios y Documentación MACBA.[3]
- “La Tzara: revista de poesía visual experimental”, (2003), Hilda Paz, Juan Carlos Romero. Publicación en serie. Fondo del Archivo del Centro de Estudios y Documentación MACBA.[3]
- “Nuestro Libro Internacional De Estampillas Y Matasellos: (Para) Hacia Una Filatelia Marginal Creativa Y Paralela”, (2000-2007), Hilda Paz, Gabriela Hermida, y otros. Monografía. Fondo del Archivo del Centro de Estudios y Documentación MACBA.[3]
- La eternidad es el instante”, León Ferrari, Hilda Paz, y otros. Encuadernación especial, Caja con 16 obras originales de los siguientes artistas: León Ferrari, Fernando García Delgado, Mónica Goldstein, Matilde Marín, Norberto José Martínez, Hilda Paz, Juan Carlos Romero, Teresa Volco. Prólogos de Mirta A.Botta y Juan Carlos Romero.[7]
- “Rejunte”, Hilda Paz, encuadernación especial.[7]